# Fall Luca
Als Fall Luca wurde ein Fall schweren sexuellen Missbrauchs von Unmündigen mit Todesfolge (§ 206 Abs1 u. 3 StGB) am 17 Monate alten Luca-Elias in Österreich bekannt. Dieser starb am 3. November 2007 an ihm zugefügten Verletzungen.

## Verlauf
Am 1. November 2007 wurde Luca mit schweren Kopfverletzungen ins Wiener SMZ-Ost Spital eingeliefert. Am 3. November verstarb das Kind. Der Freund der Mutter aus dem Bezirk Wien-Umgebung wurde von Schwechater Polizisten verhaftet. Zusammen mit der Mutter des Kindes aus Schwaz in Tirol soll er dem Kind in den Wohnorten in Tirol und Niederösterreich innerhalb der vier Monate zuvor in „immerwährenden Gewaltanwendungen“ schwere Blessuren zugefügt haben, teilte die niederösterreichische Sicherheitsdirektion mit.
Während der Hauptverdächtige, der Freund der Mutter, in den ersten Befragungen schwieg, war die 22-jährige Mutter bereits am 6. November 2007 wieder auf freiem Fuß. Der leibliche Vater wandte sich mit schwerer Kritik gegenüber verschiedener Jugendschutzeinrichtungen an die Medien. Im ORF und der Kronen Zeitung sprach der Tiroler davon, dass die Behörden von den Gewaltanzeichen gewusst haben sollen. Der Kindsvater berichtete von Hämatomen im Gesäßbereich, für die jede medizinische Begründung ausgeschlossen worden sei. Die Behörden hätten sich nur „rausgeredet“, zeigte er sich überzeugt. Bereits im Sommer zuvor habe es eine Anzeige vom Krankenhaus Mödling gegeben.
Am 7. November 2007 wurde die Leiche des kleinen Luca obduziert, Fremdverschulden wurde bei der Obduktion eindeutig festgestellt. Der Junge erlag demnach einem Gehirnödem. Unklar war zu diesem Zeitpunkt, durch welche Handlung das Ödem hervorgerufen wurde. Gegen die Mutter wurde weiterhin wegen des Verdachts der Mittäterschaft ermittelt, der Freund blieb in Untersuchungshaft. Die Jugendwohlfahrtsbehörden in Niederösterreich und Tirol wiesen die Anschuldigungen des Kindesvaters zurück: Der Freund von Lucas Mutter sei Anfang Oktober von einem Sozialarbeiter überprüft worden. Die Mutter habe überdies regelmäßige Arztkontrollen durchführen müssen. Vonseiten der Jugendwohlfahrt in Tirol hieß es, dass „zu keiner Zeit das Gefühl bestand, dass man das Kind aus der Situation herausnehmen muss.“
Am 8. November 2007 gab die Jugendwohlfahrt des Landes Tirol weitere Details bekannt. Zwei Vorfälle zum misshandelten Luca seien in Tirol „medizinisch genau geprüft“ worden. Ein Misshandlungsverdacht konnte bei diesen Untersuchungen nicht erhärtet werden, bekräftigte die Behörde. Anfang Juli des Jahres 2007 wurde Luca mit Verletzungen im Kopf- und Gesäßbereich ins Krankenhaus Mödling eingeliefert und anschließend in die Innsbrucker Klinik überstellt. Der zweite Vorfall, ein Armbruch, soll sich Anfang Oktober ereignet haben. Der Junge sei weiter regelmäßig vom Kinderfacharzt und Ärzten der Innsbrucker Universitätsklinik untersucht worden. Dabei soll ein „unbedenklicher Gesundheitszustand“ festgestellt worden sein. Der Kurier berichtete von einem Mödlinger Kinderarzt, der die Behörden bereits im Juli über die Misshandlungen informiert habe.
Am 9. November 2007 meldete sich im lokalen ORF-Radio auch der Oberarzt der Innsbrucker Kinderklinik zu Wort. „Die Kinderklinik hat zweifelsfrei diagnostiziert, dass eine Kindesmisshandlung vorlag“, erklärte Oberarzt Jürgen Brunner. Die Kinderschutzgruppe des Krankenhauses wurde informiert, diese informierte wiederum das Jugendamt in Schwaz. Diese entschieden, dass der Junge unter bestimmten Auflagen bei der Mutter bleiben könne.

## Ermittlungen
Am 12. November 2007 brachte die NGO Resistance for Peace eine Anzeige bei der Staatsanwaltschaft Wien gegen die Jugendwohlfahrtsbehörden Mödling und Schwaz ein. Es gehe um eine „Mittäterschaft bei fahrlässiger Tötung“. Die Bilder sollen im Juli im Krankenhaus Mödling aufgenommen worden sein.  Am Tag darauf sprach der Anwalt des Kindesvaters, Georg Zanger in einer schriftlichen Stellungnahmen von „offenbar systematischen Misshandlungen“. Der Vater von Luca habe bei seinen Interventionen am Jugendamt in Innsbruck darauf hingewiesen, dass die Mutter schon früher gegenüber seinen älteren Kindern tätlich geworden sei. Der Kindesvater habe sich dem Strafverfahren gegen die 22-Jährige und deren Lebensgefährten in Korneuburg als Privatbeteiligter angeschlossen. Darüber hinaus hat er Anzeige gegen unbekannte Täter bei der Staatsanwaltschaft Wien eingereicht, so dass das Verhalten der Verantwortlichen der Jugendämter in Mödling und in Innsbruck sowie der mit der Angelegenheit befassten Psychologen auch einer strafrechtlichen Überprüfung unterzogen werden kann.
Am 24. November 2007 äußerte sich erstmals die Mutter des toten Jungen in einem Interview mit der Kronen Zeitung. Sie wies die Schuld am Tod des Kindes zurück. Die Polizei bestätigte unterdessen entsprechende Medienberichte über den Verdacht des sexuellen Missbrauches an Luca.
Am 21. Dezember 2007 bestätigte ein gerichtsmedizinisches Gutachten den Verdacht des sexuellen Missbrauches im Fall Luca. Am 3. März 2008 wurden die Erhebungen in dem Fall abgeschlossen, sämtliche relevante Gutachten lagen bei der Staatsanwaltschaft Korneuburg vor. Aufgrund des laufenden Verfahrens gibt es keine Stellungnahmen zu den Expertisen. Die Untersuchungshaft gegen den Hauptverdächtigen wurde bis Ende März und schließlich bis Ende Mai verlängert. Am 6. Mai 2008 wurde die Anklage gegen den 23-jährigen Freund der Mutter des Kindes eingebracht. Der Mann wurde wegen des schweren sexuellen Missbrauchs von Unmündigen mit Todesfolge beschuldigt. Gegen Mitarbeiter der Bezirkshauptmannschaften Mödling und Schwaz und des Spitals in Mödling werden noch Ermittlungen geführt. Selbiges gelte auch für die Mutter.

## Prozesse
Am 26. September 2008 wurde der Angeklagte nach einem zweitägigen Prozess schuldig gesprochen. Das Urteil lautet auf lebenslange Freiheitsstrafe plus Einweisung in eine Anstalt für geistig abnorme Rechtsbrecher. Der Angeklagte legte Nichtigkeitsbeschwerde und Berufung ein.
Am 23. April 2009 wurde die Nichtigkeitsbeschwerde des Täters vom Obersten Gerichtshof zurückgewiesen, am 13. Juli 2009 das Urteil in der Berufungsverhandlung am Oberlandesgericht in Wien bestätigt.
Am 4. Mai 2009 begann der Prozess gegen die Mutter und die verantwortliche Sozialarbeiterin im Landesgericht für Strafsachen in Innsbruck der am 11., 18. und 25. Mai 2009 fortgesetzt wurde.
Am 25. Mai 2009 wurden die Mutter und die Sozialarbeiterin in Innsbruck im erstinstanzlichen Urteil schuldig gesprochen. Beide Strafverteidiger legten das Rechtsmittel der Berufung wegen Nichtigkeit, Schuld und Strafe ein. Die Berufungsverhandlung am Oberlandesgericht Innsbruck fand am 8. Juli 2010 statt. Die Mitarbeiterin des Jugendamtes wurde freigesprochen. Die Strafe der Mutter, ein Jahr unbedingte Haft, wurde bestätigt.

## Sonstiges
Am 5. Dezember 2007 versammelten sich am Stephansplatz in Wien rund 50 Menschen, um dem im November verstorbenen Luca zu gedenken.
Das Kind wurde am 18. Dezember 2007 im Tiroler Heimatort der Mutter, Achenkirch, beigesetzt. Zuvor gab es Verwirrung rund um die Bestattung: Der leibliche Vater und seine Angehörigen fanden sich dreimal vergeblich am Gemeindefriedhof ein, um sich von dem Jungen zu verabschieden.
Am 27. Dezember 2007 gründete der Vater den L.U.C.A. Kinderschutzverein.

## Auswirkungen
Der Fall Luca sorgte für großes Aufsehen, die österreichischen Medien berichteten ausführlich. Auch kam es infolge dieses Falls im Österreichischen Parlament zu zahlreichen Debatten und Anfragen. Die damals amtierende Familienministerin Andrea Kdolsky sprach sich für eine Reform des Jugendschutzes in Österreich aus. Eine Novelle zum Jugendwohlfahrtsgesetz wurde am 4. Juni 2008 eingebracht, womit laut Kdolsky ab 2009 eine von Grund auf reformierte Rahmengesetzgebung zur Verfügung stehe, die den Bundesländern eine bessere Betreuung und Beratung gefährdeter Familien ermögliche, so die damalige Familienministerin in einer Presseaussendung.